# Amphipyra insignis
Amphipyra insignis är en fjärilsart som beskrevs av Edward Alfred Cockayne 1946. Amphipyra insignis ingår i släktet Amphipyra och familjen nattflyn. Inga underarter finns listade i Catalogue of Life.